# Mikita Ivanavics Korzun
Mikita Ivanavics Korzun (belaruszul: Мікіта Іванавіч Корзун; Minszk, Fehéroroszország, 1995. március 6. –) fehérorosz válogatott labdarúgó, a Sahcjor Szalihorszk játékosa.

## Pályafutása

### Klubcsapatokban
A Dinama Minszk akadémiáján nevelkedett, majd itt is lett profi labdarúgó. 2012. szeptember 26-án mutatkozott be az első csapatban a Hvalja Pinszk elleni kupa mérkőzésen. November 17-én a bajnokságban a Tarpeda Zsodzina elleni mérkőzés ráadásában lépett pályára első alkalommal. A 2013-as szezonban 23 bajnoki mérkőzésen kapott lehetőséget. 2015 novemberében az ukrán Sahtar Doneck és a Dinamo Kijiv is érdeklődött felőle. 2016 február 1-jén aláírt a Dinamo csapatához, amely 700 ezer eurót fizetett érte. Május 14-én mutatkozott be a Metaliszt Harkiv ellen 4–1-re megnyert bajnoki mérkőzésen. Kevés játéklehetőség miatt 2018 júliusában kölcsönadták nevelőklubjának, a Dinama Minszknek. Október 7-én megszerezte első gólját a Szmolevicsi ellen. A bajnokságban 12 találkozón 1 gólt szerzett fél év alatt, de sérülése miatt hosszabb ideig nem léphetett pályára, decemberben visszatért a Kijevbe. 2019 januárjában az el-Fateh csapatához került kölcsönbe. Eztkövetően a portugál Vilafranquense csapatánál szerepelt kölcsönben. 2020. szeptember 2-án a Sahcjor Szalihorszk szerződtette.

### A válogatottban
Végig járta a korosztályos válogatottakat. 2016. május 27-én mutatkozott be a felnőttek között Észak-Írország ellen.

## Sikerei, díjai
- Dinamo Kijiv
  - Ukrán bajnok: 2015–16
  - Ukrán szuperkupa: 2016
- Sahcjor Szalihorszk
  - Fehérorosz bajnok: 2020, 2021, 2022
  - Fehérorosz kupa: 2021, 2023